# さつま町立鶴田中学校
さつま町立鶴田中学校（さつまちょうりつ つるだちゅうがっこう）は、鹿児島県薩摩郡さつま町の旧鶴田町域にあった公立中学校。

## 概要
- 本校はさつま町の旧鶴田町中心部にあり、旧鶴田町域を学区とした。
- 2018年度の全校生徒は84名で、2019年3月末（2018年度末）をもって閉校となった。

## 沿革
- 1947年（昭和22年）4月1日 - 新学制制度発足により、鶴田村立鶴田中学校開校。
- 1963年（昭和38年）4月1日 - 鶴田村の町制施行により、鶴田町立鶴田中学校に改称。
- 2005年（平成17年）3月22日 - さつま町誕生により、「さつま町立鶴田中学校」に改称。
- 2019年（平成31年）
  - 3月13日 - 最後の卒業式挙行。最後の卒業生は26名、72年間で7017名の卒業生を送り出した[1]。
  - 3月31日 - さつま町内4中学校（鶴田・宮之城・薩摩・山崎の各中学校）の再編により、閉校。

## アクセス
- 南国交通バス「鶴田中学校前」バス停から、徒歩約530m・約7分。
- 鶴田郵便局から、徒歩約660m・約9分。
- さつま町役場
  - 鶴田支所（旧:鶴田町役場）から、徒歩約140m・約2分。
  - 宮之城本庁舎から、車で約6.6km・15分
- 鶴田小学校から、約1.1km、車で約3分、徒歩約18分。
- JR九州新幹線・肥薩おれんじ鉄道出水駅から、車で約32.5km・約1時間強。

## 周辺
- さつま町役場鶴田支所（旧：鶴田町役場） - 町道をはさんで敷地が隣接。
- 鶴田体育館
- 国道267号
- 鶴田郵便局
- 鶴田中央クリニック